# Schnittsteuerung
Eine Schnittsteuerung (engl. Editing Control Unit) ist ein Gerät, das beim linearen Videoschnitt das Zusammenspiel mehrerer Zuspieler und Rekorder koordiniert. Schnittsteuerungen für linearen Videoschnitt werden im digitalen Zeitalter kaum noch eingesetzt; sie wurden durch non-lineare Computer-Schnittsysteme abgelöst. Allerdings bleiben die mit Schnittsteuerungen verwandten Bildmischer weiterhin in Fernsehstudios oder Übertragungswagen erhalten.

## Einsatz
Der anwendende Editor kann über die Schnittsteuerung framegenaue Schnitte durchführen. Fast alle MAZ-Rekorder haben eine Schnittsteuerung eingebaut; für das Arbeiten mit mehr als 2 Maschinen ist jedoch eine externe Steuerung als eigenständiges Gerät erforderlich. Dieser kann dann auf Wunsch auch mit einem Bildmischer und einem Tonmischpult verbunden werden, wodurch automatisierte Bild- und Tonblenden möglich werden. Zudem ermöglichen solche externen Geräte meist die automatische Erzeugung einer Schnittliste.
Das Wort Schnitt wurde aus der Filmbearbeitung übernommen, bei der die Bearbeitung ursprünglich wirklich durch mechanisches Trennen und Aneinanderkleben erfolgt. Technisch gesehen ist der lineare Videoschnitt jedoch nur ein Kopiervorgang, bei dem fast immer Generationsverluste entstehen. Synchronisiert werden die Maschinen dabei mit Hilfe eines Taktgebers, damit sie synchron im gleichen Takt laufen. Dies geschieht im sogenannten Preroll. Als Preroll bezeichnet man die Zeit, die die Schnittsteuerung hat, um die Synchronisierung durchzuführen. Üblich ist dabei eine Zeit zwischen drei und sieben Sekunden, diese ist abhängig von den benutzten MAZen. Weiterhin steuert die Schnittsteuerung die MAZen so, dass der In-Punkt des Players mit dem In-Punkt des Rekorders zeitlich auf das Einzelbild genau übereinstimmt.

## Schnittbetriebsarten

Schnittplatz (Video) bestehend aus 2 MAZen, Monitor, Aussteuerungsmesser, Audiomischer, sowie Lautsprecher. Die Funktion der Schnittsteuerung übernimmt hierbei die rechte der beiden MAZen, welche gleichzeitig als Rekorder funktioniert.

Grundsätzlich gibt es zwei Schnittbetriebsarten, die unterschiedliche Gestaltungsmöglichkeiten bieten und die unterschiedliche Vorbereitungen erfordern. Beiden ist gemein, dass Player bzw. Rekorder sogenannte In- und Out-Punkte zugeteilt werden, an denen ein Schnitt beginnt, bzw. endet.

### Assemble
Im Assemble-Schnitt werden Sequenzen aneinander gereiht. Dabei können Bild und Ton nicht unabhängig voneinander bearbeitet werden. Im Assemble-Betrieb ist meist nur ein In-Punkt für den Player und einer für den Rekorder erforderlich. Manche Schnittsteuerungen erlauben auch die Eingabe eines Out-Punkts für Player oder Rekorder bzw. die Eingabe der Länge des Schnitts. Der Timecode kann bei Bedarf vom In-Punkt aus neu geschrieben werden, wodurch auch Schnitte auf lediglich teilweise ancodierten Bändern möglich sind. Während der Aufzeichnung werden vor den Schreibköpfen alle Spuren des Bandes gelöscht. Dadurch entsteht am Endpunkt zwangsweise ein Timecodefehler.

### Insert
Beim Insert-Schnitt sind die Möglichkeiten größer. Die Video- und Tonspuren können getrennt voneinander, zusammen oder zusammen mit unterschiedlichen In- und Out-Punkten (Split Edit) gesteuert werden. Es muss mindestens 2 Schnittpunkte geben, z. B. ein In-Punkt beim Rekorder und In-Punkt beim Player für einen Schnitt mit offenem Ende. Für Split Edit sind weitere In- und Outpunkte erforderlich. Für den Insert-Schnitt muss auf dem Aufzeichnungsband mindestens in der Länge der anzufertigenden Schnittsequenz ein durchgehender Timecode aufgespielt sein.
Beim A-B-Schnitt werden 2 Player, 1 Rekorder und eine Überblendmöglichkeit, z. B. ein Bildmischer benötigt. Für den ersten Player werden In- und Out-Punkt benötigt, für Player 2 mindestens ein In-Punkt und für den Rekorder ein In-Punkt. Zunächst startet der erste Player, zum Out-Punkt des ersten Players wird das Signal von Player 1 auf Player 2 durch den Bildmischer gewechselt.
Beim Pre-Read-Schnitt ist ein A-B-Schnitt mit nur einem Player und einem Rekorder möglich. Bei speziell dafür ausgerüsteten MAZ-Maschinen wird beim Rekorder eine bereits aufgezeichnete Sequenz abgespielt, durch den Bildmischer mit dem Signal des Players überblendet und anschließend wieder aufgezeichnet. Dies ist dadurch möglich, dass auf der gegenüberliegenden Seite der Aufzeichnungsköpfe auf der Kopftrommel, Pre-Read-Leseköpfe angebracht sind.
Bei den meisten Schnittsteuerungen können die bei der Bearbeitung entstandene Schnittliste (EDL) lokal oder auf einem Datenträger speichern. Viele MAZ-Maschinen verfügen über eine integrierte Schnittsteuerung, die die Maschine selbst und eine weitere, die als Player fungiert, steuern kann.

## Verbreitete Schnittsteuerungen (Auswahl)
- Sony BVE 900
- Sony BVE 2000
- Lift classic
- Grass Valley Group VPE 151